# Варпаховский, Александр Фёдорович
Александр Федорович Варпаховский (Верпаховский) (1810 — 11 октября 1853, Исакча, Тулча, на реке Дунай) — русский морской офицер, капитан 2-го ранга (1852), командир парохода "Ординарец", Георгиевский кавалер. В ряде изданий называется «первой жертвой Крымской войны».

## Биография
Из дворян Смоленской губернии. В 1829 году выпущен мичманом из Морского кадетского корпуса. Назначен на Черноморский флот. На разных судах крейсеровал на Чёрном море, перевозил войска и грузы по портам. В 1833 году был произведён в чин лейтенанта. В 1832 году на брандвахтенном фрегате «Поспешный» был в кампании на Севастопольском рейде.
Участник Босфорской экспедиции. В 1833 году на корабле «Чесма» перешёл из Севастополя на Буюкдерский рейд пролива Босфор, откуда с десантными войсками прибыл в Феодосию, после чего на фрегате «Тенедос» крейсеровал в Чёрном море. Пожалован турецкой золотой медалью. С 1837 года командовал транспортом «Суджук-Кале», в 1839—1841 годах — шхуной «Дротик», в 1842—1850 годах — бригом «Птоломей».
17 декабря 1844 года награждён орденом Святого Георгия 4-й степени «за 18 морских кампаний». Был внесён в список кавалеров ордена Святого Георгия 4-й степени под № 7369.
15 апреля 1845 года произведён в капитан-лейтенанты. В 1851—1852 годах командовал корветом «Андромаха», затем фрегатом «Коварна» в составе отряда судов абхазской экспедиции. В 1852 году произведён в чин капитана 2-го ранга. В начале октября 1853 года состоял в должности командира 2-го батальона Дунайской гребной флотилии и парохода «Ординарец».
Участник Крымской войны, погиб в первые дни боевых действий. 11 октября 1853 года по распоряжению генерал-адъютанта А. Н. Лидерса, отряд Дунайской флотилии из восьми канонерских лодок, буксируемых пароходами «Прут» и «Ординарец», отправился от острова Четал, близ Измаила, в Галац для охраны границ по верховью Дуная. Для уменьшения потерь было приказано идти с темнотой, но начальник отряда и другие просили позволения пройти мимо Исакчи днём, чтобы показать презрение к опасности. «Снисходя к столь возвышенному чувству», генерал от инфантерии А. Н. Лидерс дал на то разрешение. В 8.30 часов утра, когда пароходы с лодками приблизились к турецкой крепости Исакчи, турки открыли артиллерийский огонь. Отряд под командованием Варпаховского открыл ответный огонь из пушек пароходов и канонерских лодок. В самом начале боя командир отряда Варпаховский был убит прямым попаданием ядра в грудь на кожухе парохода «Ординарец».
Исключён из списочного состава флота «убитым в деле против турок» 21 октября 1853 года. По просьбе жены похоронен в Измаиле.

## Награды
Российские:
- Орден Святого Станислава 3-й степени (23.09.1837)
- Орден Святой Анны 3-й степени (06.12.1843)
- Орден Святого Георгия 4-й степени «за 18 морских кампаний» (17.12.1844)

Иностранные:
- Турецкая золотая медаль (1837)